# Soyouz T-5
Soyouz T-5 est la première mission à destination de la station spatiale Saliout 7, mise en orbite un mois plus tôt. Cette mission mène le premier équipage permanent à bord de la station. Les deux cosmonautes séjourneront 211 jours dans l'espace, et reviendront sur Terre à bord du Soyouz T-7. Une de leurs premières tâches sera de préparer la mission du premier cosmonaute français, en déchargeant le Progress 13.

## Équipage
Les nombres entre parenthèses indiquent le nombre de vols spatiaux effectués par chaque individu jusqu'à cette mission incluse.
Décollage :
- Anatoli Berezovoï (1)
- Valentin Lebedev (2)

Atterrissage :
- Leonid Popov (3)
- Aleksandr Serebrov (1)
- Svetlana Savitskaïa (1)

## Paramètres de la mission
- Masse   : 6850 kg
- Périgée : 190 km
- Apogée  : 231 km
- Inclinaison : 51.6°
- Période : 89.7 minutes